# Río Silvadillo
Río Silvadillo är ett vattendrag i Spanien. Det ligger i den centrala delen av landet, 180 km sydväst om huvudstaden Madrid.